# إليز ماري بالر
إليز ماري بالر(بالإنجليزية: Elyse Marie Pahler)‏، (24 أبريل 1980 - 22 يوليو 1995) ضحية لجريمة قتل، حاول والدها مقاضاة فرقة الميتال الأمريكية (سلاير) بدعوى أن موسيقاهم كانت سببًا في وفاة ابنتهم التي قتلت في صيف عام 1995.

## القتل
اكتُشفت جثة (إليز بالر) البالغة خمسة عشر عامًا بالقرب من منزلها في (ارويو جراندي- كاليفورنيا) في مارس 1996. وكانت قد تعرضت للاغتصاب والقتل هناك قبل ثمانية أشهر من العثور على جثمانها من قبل معارفها (جاكوب ديلازموت) (جوزيف فيوريلا) و (رويس كيسى). وبدا أنهم عادوا مرارا إلى الجثة لممارسة الجنس معاها  في عدة مناسبات. وقد أكتشف الجثمان حين أعترف كيسي بالجريمة بعد تحوله إلى المسيحية. وفي النهاية، لم يلتمس أحدهم العذر في قتلها، وهم الآن يقضون 25 عامًا من السجن.
وكانا قد استدرجا (إليز) من منزلها عازمين على قتلها كجزء من طقوس شيطانية، وعلى الرغم من كون الجريمة تحمل العديد من السمات المميزة لجرائم القتل ذات الدوافع الجنسية، إلا أن في دفاعهم قال المتهمون إنهم كانوا بحاجة إلى تقديم (تضحية للشيطان) من أجل منح فرقتهم لـ (الميتال) الكراهية والجنون المطلوبان للاحتراف.